# L'Arche de Noé (film, 2000)
Pour les articles homonymes, voir L'Arche de Noé.
Pour plus de détails, voir Fiche technique et Distribution.
L'Arche de Noé est un film français réalisé par Philippe Ramos et sorti en 2000.

## Fiche technique
- Titre français : L'Arche de Noé
- Réalisation : Philippe Ramos
- Scénario : Philippe Ramos
- Photographie : Emmanuel Soyer
- Son : Alberto Crespo
- Montage : Philippe Ramos
- Société de production : Sésame Films
- Pays d'origine :  France
- Durée : 57 minutes
- Date de sortie : 1er mars 2000

## Distribution
- Emmanuelle Cornet
- Philippe Garziano
- Jean-Claude Montheil

## Sélections
- Festival de Cannes 2019 (programmation de l'ACID)[1]
- Festival Côté court de Pantin 1999[2]
- Lutins du court métrage 2000[3]